# Арнаудов сборник
Арнаудов сборник е сборник, съдържащ научни съобщения и доклади, изнесени на националната научна конференция с международно участие "Арнаудови четения" (Русе, Русенски университет "Ангел Кънчев", от 1998 - днес). Сборникът излиза в чест на акад. Михаил Арнаудов, роден в Русе.
Издател е „Лени Ан“ – Русе.
Първият том излиза през 2000 година. Досега са издадени 12 тома.
Съдържа разделите: „Михаил Арнаудов – личност, творчество, идеи“, „Фолклор и етнология“, „Културология“, „Литературознание“ и „Езикознание“.
Сборникът е включен в Националния референтен списък на НАЦИД.
Редакционната колегия включва преподаватели от катедрата по български език, литература и изкуство при Русенския университет и учени от Научния център по фолклор, литература и лингвистика „Св. Димитър Басарбовски“ към Катедрата.
В сборника са публикувани доклади на изследователи хуманитаристи от Русенския университет, Софийския университет, Великотърновския университет, Шуменския университет, Нов български университет, Националната академия за театрално и филмово изкуство, Техническия университет – София, от Института по български език, Института по литература към БАН, Института за етнология и фолклористика с Етнографски музей, Регионална библиотека "Любен Каравелов", учители и музейни специалисти от Русе и страната и др. Участват учени от Северна Македония, Сърбия, Украйна, Румъния, Швеция, Русия и др.
Томовете са включени в международния книгообмен. Копия от тях се намират в: Британската национална библиотека, Френската национална библиотека, Конгресната библиотека на САЩ, Етнографската библиотека Фолкеклектик в Уисконсин, САЩ, Пражката национална библиотека, Московската държавна библиотека, университетските библиотеки в Колумбия (Ню Йорк), Вашингтон, Станфорд, Сиатъл, Торонто и др.

### Информация за томовете:
Том 1, 2000: ISBN 954-8190-141-9. Редколегия: Тодор Ив. Живков, Анчо Калоянов, Димитрина Цонева, Руси Русев, Николай Ненов, Румен Горанов
Tом 2, 2001: ISBN 954-8190-18-4.
Tом 3, 2003: ISBN 954-8190-31-1. Редколегия: Руси Русев, Анчо Калоянов, Димитрина Цонева, Николай Ненов
Tом 4, 2006: ISBN 954-8190-49-4. Редколегия: Руси Русев, Николай Ненов, Емилия Недкова, Велислава Донева, Никола Бенин
Tом 5, 2008: 978-954-8190-57-2. Редколегия: Руси Русев, Емилия Недкова, Велислава Донева, Никола Бенин, Николай Ненов
Tом 6, 2010: ISBN 978-954-8190-76-3. Редколегия: Руси Русев, Николай Ненов, Яна Пометкова, Велислава Донева, Емилия Недкова, Никола Бенин, Мира Душкова
Tом 7, 2013: ISBN 978-619-7058-06-02. Редколегия: Руси Русев, Николай Ненов, Велислава Донева, Мира Душкова, Никола Бенин, Яна Пометкова, Емилия Недкова, Даниела Камаринчева
Tом 8, 2014: ISBN 978-619-7058-33-8. Редколегия: Руси Русев, Яна Пометкова, Велислава Донева, Даниела Камаринчева, Мира Душкова, Емилия Недкова
Tом 9, 2017: 978-619-7058-49-9. Редколегия: Руси Русев, Яна Пометкова, Емилия Недкова, Мира Душкова, Велислава Донева, Даниела Камаринчева, Никола Бенин, Николай Ненов
Tом 10, 2018: ISBN 978-619-7058-64-2. Редколегия: Яна Пометкова, Велислава Донева, Мира Душкова, Емилия Недкова, Никола Бенин, Николай Ненов, Цветелина Харакчийска
Том 11, 2020: ISBN 978-619-7058-93-2. Редколегия: Мира Душкова, Велислава Донева, Емилия Недкова, Яна Пометкова, Ния Пенева, Цветелина Харакчийска
Том 12, 2022: ISSN 2815-424X. Редколегия: Емилия Недкова, Велислава Донева, Мира Душкова, Ния Пенева, Петя Абрашева